# عظم إسفيني وحشي

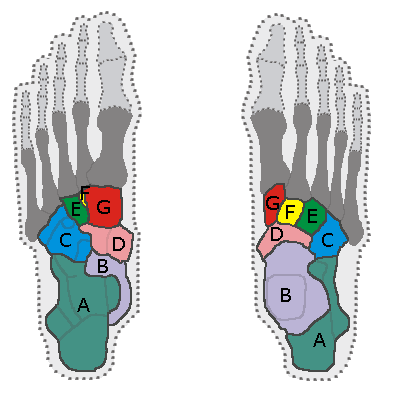
عظام الرصغ.
الرسم إلى اليمين نظرة من أعلى القدم، والرسم إلى اليسار نظرة من أسفل القدم :
A- عظم العقب (Calcaneus).
B- عظم الكاحل (Talus bone).
C- العظم النردي (Cuboid bone).
D- العظم الزورقي (Navicular bone).
E- عظم إسفيني وحشي (Lateral cuneiform bone).
F- عظم إسفيني أوسط (Intermediate cuneiform bone).
G- عظم إسفيني إنسي (Medial cuneiform bone).
- العظام المبيّنة باللون الرمادي الداكن (الغامق) هي عظام مشط القدم (Metatarsal bones).
- العظام المبيّنة باللون الرمادي الفاتح هي سُّلاَمَيات القدم (Phalanges of the foot).

العظم الإسفيني الوحشي (بالإنجليزية: Lateral cuneiform bone)‏ يعرف أيضاً بالعظم الإسفيني الثالث أو العظم الإسفيني الخارجي هو أصغر عظام الرصغ حجماً، يكون على شكل الوتد. مثل العظام الرصغية الأخرى، فإن الإسفيني الوحشي يؤدي دوراً في حركة ودعم القدم.

## الموقع
يقع في المركز من الصف الأمامي من عظام الرصغ، حيث تكون مجاوراته كالتالي:
- من الإنسي: العظم الإسفيني الأوسط
- من الوحشي: العظم النردي.
- من الأمام: العظم المشطي الثالث
- من الخلف: العظم الزورقي